# Havrania cesta
Havrania cesta je slovenský celovečerní hraný debut režiséra Martina Hollého mladšího z roku 1962. Film je literární adaptací rozhlasové hry Ľudovíta Filana A bylo světlo (1958). Autor se spolu s Monikou Gajdošovou podílel i na scénáři. Film zobrazené události neidealizuje, ale snaží se upozornit na problémy skutečných lidí. Hollého film výrazně ovlivnilo setkání s Jiřím Krejčíkem, který si zakládal právě na příběhu individuálním prostřednictvím herců.

## Děj filmu
Sujet filmu je založen na paralelním rozvíjení linií, které zrcadlí chlapskou rivalitu. Příběhu dominuje zápas o prestiž ve skupině dělníků. Vinco Petráš v podání Júlia Pántika je mistrem party montérů vysokého napětí. Do party ale přichází Matúš Slameň (Štefan Kvietik) a Petráš má najednou konkurenci. Jakoby to ale nestačilo, Petráš musí se Slaměnem zápasit i o přízeň ženy. A právě boj o Jolanu se stává katalyzátorem rozlišování morálních hodnot od pokrytectví.

## O filmu
Film Havrania cesta je založen zejména na obrazové stránce. Silnému vizuálu napomáhá přesná a výstižná kamera Vincenta Rosince. Dominuje mu temnota, z níž se jen tu a tam vynořují postavy a přednášejí své repliky. Rosinec funkčně pracuje s hrou světla a stínu a naplňuje tak dramatickou výstavbu filmu. Obrazovou stránku doplňuje hudební motiv přesně spadající do celkové atmosféry filmu. Zdrojem filmové hudby je gramofonová deska, hudba v lunaparku a tóny foukací harmoniky.
Dramaturgyně vzorec příběhu iniciativního pracovníka, který se z různých důvodů dostane na rozcestí a kterému pomůže prostředí, které dosud ignoroval, je ve slovenském filmu asi nejčastěji opakovaným v rámci dělnického prostředí. Většinou ve filmech zbývá jen při vzorci. Nevytvoří se v nich pravdivá drama, v níž postavy nasáknou životem. Hollého film je v tomto směru výjimkou. Vyniká zejména svou plastičností.
Po filmu Havraní cesta dále pracuje s tématem práce a hrdinství. V šedesátých letech nevznikl ve slovenské kinematografii tématem podobný film. Až v roce 1971 přichází režisér Jozef Režucha s filmem Dost dobří chlapi. Hollého Havrania cesta je spolu s Barabášovým filmem Pieseň o sivom holubovi a Solanovým Muž, ktorý sa nevrátil inovací filmového výrazu 60. let. Pro nastupující generaci filmových tvůrců je přínosná zejména eliminace patosu a příklon k ponoru do hloubky psychiky jednotlivých postav. Posun přichází i v práci s filmovou řečí.
Redaktor Ivan Bonko píše:
„Dobré slovenské filmy sa zjavujú naozaj iba zriedkavo. Havrania cesta znesie podľa môjho smelého názoru porovnanie s Barabášovým filmom „Pieseň o sivom holubovi. ...je predsa len dosť výnimočné dielo v slovenskej kinematografii, najmä pokiaľ ide o spracovanie súčasnej tematiky."

Celovečerní debut Martina Hollého vznikl ve stejnou dobu jako filmy Boxer a smrť (1962, r. Peter Solan) a Slnko v sieti (1962, režie Štefan Uher). V roce 1963 byly všechny tři snímky oceněny na Festivalu československých filmů v Ústí nad Labem.
Miroslav Janek k tomu uvádí:
Havrania cesta je film o osamelosti človeka, ktorého kolektív nedokáže plne pochopiť, a ktorý si k nemu nevie nájsť cestu. Ale je to súčasne film aj o karierizme a o ľuďoch, ktorí ho pestujú. Obidva tieto myšlienkové póly nachádzajú ľudské spodobnenie v dvoch hrdinoch - Petrášovi a Matúšovi."

Andrea Horečná dodává:
"Havrania cesta je príbehom o svedomí stvárnenom v dvojroli. Dôležitým sa tu však nestáva víťazstvo jedného alebo druhého princípu, postavy sa tu nerozlišujú na biele a čierne. Martinovi Hollému sa už samotnou dvojpólovosťou svedomia podarilo vyhnúť klišé a otvorene polemizovať s akoukoľvek primitivizujúcou jednoznačnosťou."

Dejiny slovenskej kinematografie:
"Film Havrania cesta jasne signalizuje liberalizáciu tematickej zložky diela, v ktorej sa presúva akcent z budovateľskej agitácie na reálne sociálne vzťahy, a vysúva do popredia kultivovanosť réžie usilujúcej sa o moderný filmový výraz. Svojím poetologickým antitradicionalizmom reprezentuje prekonávanie opisného symbolizmu z predchádzajúceho obdobia."

Myšlenku filmu režisér filmu popisuje následovně:
"Vo filme nejde iba o príbeh montérov vysokého napätia - ten istý problém by mohol vzniknúť napríklad medzi lekármi alebo vysokoškolskými profesormi. Kdekoľvek možno stretnúť karierizmus, nešťastie ľudí, hádzanie polien pod nohy. Chcel som to cez niektorých ukázať - povedzme cez montérov. Vo filme ide teda o široký záťah do ľudskej duše. Každý máme okolo seba Petrášov, Slameňov, Cyrilov a treba ich rozlišovať. Pokiaľ ide o poznanie života - nie sme až takí hazardéri, aby sme režírovali film bez toho. Bol som v asi desiatich brigádach, ich prácu poznám. Chcel som ukázať pravdu, aká je."